# Maputo
Maputo (do roku 1975 Lourenço Marques, 1975–1976 Cam Phumo) je hlavní a největší město Mosambiku. Je situováno u pobřeží Indického oceánu v zálivu Delagoa v nejjižnější z Mosambických provincií, která se též jmenuje Maputo. V roce 2007 žilo ve městě asi 1 766 000 obyvatel.

## Historie
V roce 1498 jako první Evropan zakotvil ve zdejším zálivu Delagoa portugalský mořeplavec Vasco da Gama při své první cestě do Indie.[zdroj?] Příhodnou polohu tohoto přístavu docenil až portugalský obchodník Lourenço Marques. Ten nazval zátoku, ve které vládl náčelník Maputa, Baia de Lagoa (Lagunová zátoka). Lourenço Marques zde doslova pár tretek vyměnil za náklad slonoviny. Od té doby se sem portugalské galéry vracely, aby tu nakládaly slonovinu, nosorožčí rohy a otroky. O sto let později se zájem Portugalců přesunul severněji spíše do Sofaly a Ilha de Moçambique a Zátoka Delagoa jimi byla navštěvována spíše sporadicky. Roku 1721 zde postavila malou pevnost Nizozemská Východoindická společnost, ale po pár letech se odsud posádka stáhla. O mnoho lépe se později nevedlo ani Britům. A tak jedinými obyvateli byli až do roku 1781 domorodí Rongové. V tomto roce vystavěli Portugalci malá kasárna na ostrově Ilha Inhaca a pevnůstku na pobřeží, ta brzy poté vyhořela. Roku 1784 byl vystavěn přístav, usadili se zde první portugalští kolonisté a osadu nazvali Lourenço Marques. 1796 museli Portugalci hledat úkryt ve vnitrozemí, do zálivu vpluly totiž francouzské válečné lodě a na další čtyři roky místo ovládli Francouzi. Pak se Portugalci opět vrátili, aby zde žili v napětí s domorodci a sužováni malárií.

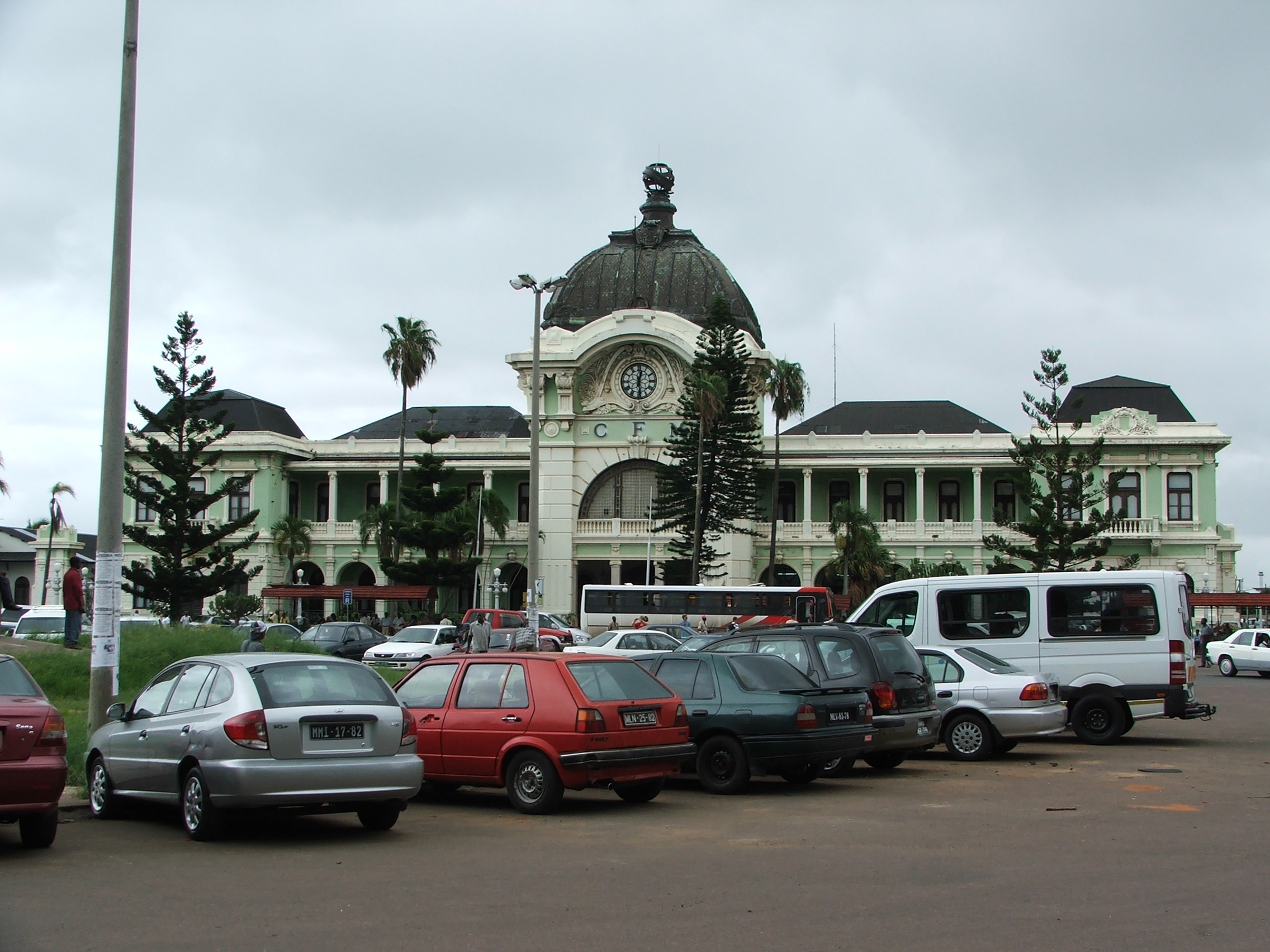
Vlakové nádraží v Maputu

Počátek 19. století byl v jižní a jihovýchodní Africe krutým obdobím zvaným difaqane. Kmeny se přelévaly z jedné strany na druhou, všichni bojovali se všemi, země byla sužována hladomory. Ani Zátoka Delagoa nebyla ušetřena. Nejdříve do ní vpadli ngonijští Zulové, které pak vytlačili z vnitrozemí útočící Búrové, které pak Portugalci zatlačili zpět. V 60. letech 19. stol. osada Lourenço Marques povyrostla v město. Po objevení diamantů v Kimberley potřebovali Búrové nutně přístup k moři a zvažovali anexi Lourenço Marques, Britové proto pomohli Portugalcům vystavět železnici do vnitrozemí. Portugalci pak zvolili Lourenço Marques za hlavní město kolonie místo Ilha de Moçambik, aby demonstrovali vůli a připravenost v zálivu zůstat. LM, jak město bylo zkráceně nazýváno se stalo díky železnici místem obchodu, financí, luxusu a zábavy. V 50. a 60. letech 20. století se stalo odpočinkovým rezortem bělochů z JAR a Rhodesie. V roce 1974 získal Mosambik nezávislost a prezident Samora Machel město přejmenoval na Maputo. Po vypuknutí občanské války v 70. letech nebylo Maputo nijak poškozeno, protože po celou dobu války zůstalo pod kontrolou vládních jednotek FRELIMO. Po válce se stala z Maputa oáza pokroku celé země. Válkou zanedbaná infrastruktura byla přebudovávána a Maputo spojila s jihoafrickým Johannesburgem dálnice.

## Pamětihodnosti
Nejvýznamnější architektonickou památkou je vlakové nádraží, které časopis Newsweek v roce 2009 hodnotil jako 7. nejkrásnější nádraží na světě. Sídlí zde také muzeum přírodní historie.

## Osobnosti
- Mariza (* 1973), portugalská zpěvačka fada
- Eusébio (1942–2014), portugalský fotbalista
- Samora Machel (1933–1986), první prezident Mosambiku

## Partnerská města
Partnerským městem je portugalský Lisabon.